# The Saint and the Singer
The Saint and the Singer è un cortometraggio muto del 1914. Il nome del regista non viene riportato nei credit del film che, prodotto dalla Powers Picture Plays, aveva come interpreti Howard Hickman, Laura Oakley, Beatrice Van.

## Trama
I colleghi invitano Smith a partecipare quella sera a un addio al celibato ma lui, troppo bigotto per accettare, dice loro che non gli passa neanche per la mente di fare una cosa del genere. Quella sera, però, gli amici ritornano: ingannata la moglie con un pretesto, portano Smith fuori a cena in un club. Lui si lascia andare e beve un po' troppo. Quando, piuttosto tardi, torna a casa, si mette a letto riuscendo a non svegliare la moglie. La mattina seguente deve però giustificarsi con lei che, sospettosa, gli chiede conto della serata. Lui le giura che ha lasciato la cena senza bere neanche un bicchierino ma che sulla strada di casa è stato aggredito da due energumeni. Vedendo due segni rossi sulla fronte, la signora Smith arguisce che quella deve essere il sangue di una ferita e va a chiamare il medico. In realtà, si tratta del bacio stampato sulla fronte di Smith da una delle ballerine della sera avanti. Così lui, per nascondere alla moglie il fattaccio, sarà costretto a restare a letto per una settimana con in testa un impacco di ghiaccio.

## Produzione
Il film fu prodotto dalla Powers Picture Plays.

## Distribuzione
Distribuito dalla Universal Film Manufacturing Company, il film - un cortometraggio in una bobina - uscì nelle sale statunitensi il 26 gennaio 1914.